# Zhang Jiewen
Pour les articles homonymes, voir Zhang.
Dans ce nom chinois, le nom de famille, Zhang, précède le nom personnel.
Zhang Jiewen (chinois simplifié : 张洁雯, pinyin : Zhāng Jiéwén), née le 4 janvier 1981 à Canton, est une joueuse chinoise de badminton, spécialiste du double dames. 
Elle est championne olympique, championne du monde, championne d'Asie.

## Palmarès

### Jeux olympiques
Zhang Jiewen est championne olympique du double dames en 2004 à Athènes, associée à sa compatriote Yang Wei.
Lors de l'olympiade suivante, elles sont éliminées dès les quarts de finale alors qu'elles sont pourtant têtes de série numéro 1 et championnes du monde en titre.

### Championnats du monde
Zhang Jiewen et Yang Wei sont quatre fois médaillées aux mondiaux de badminton en double dames : 
- médaille de bronze en 2001 à Séville ;
- médaille d'or en 2005 à Anaheim ;
- médaille de bronze en 2006 à Madrid ;
- médaille d'or en 2007 à Kuala Lumpur.

### Championnats du monde par équipes
Dans les années 2000, Zhang Jiewen fait partie des équipes chinoises qui participent à l'Uber Cup et à la Sudirman Cup.
Ainsi, elle remporte l'Uber Cup quatre fois de suite. En 2002, elle est associée à Wei Yili en double dames. Elles remportent deux matches sur 3 en phase de poule, ne jouent pas en demi-finale car l'équipe se qualifie sans avoir besoin de disputer le double dames, et ne sont pas alignées pour participer à la finale.
En 2004 et en 2006, Zhang Jiewen joue avec Yang Wei.
En 2008, toujours avec Yang Wei, elles disputent 4 rencontres, toutes remportées. 
Concernant le championnat du monde par équipes mixtes, la Sudirman Cup, elle y a remporté 3 médailles : l'argent en 2003, l'or en 2005 et en 2007.

### Jeux asiatiques
| Année | Épreuve      | Partenaire | Résultat |
| ----- | ------------ | ---------- | -------- |
| 2002  | Double mixte | Chen Qiqiu | Bronze   |
| 2002  | Par équipes  | -          | Or       |
| 2006  | Double dames | Yang Wei   | Argent   |
| 2006  | Par équipes  | -          | Or       |

### Championnats d'Asie
| Année     | Épreuve      | Partenaire | Résultat |
| --------- | ------------ | ---------- | -------- |
| 2002 (en) | Double dames | Yang Wei   | Or       |
| 2008 (en) | Double dames | Yang Wei   | Or       |
| 2009 (en) | Double dames | Yang Wei   | Bronze   |

### Tournois
| Année | Compétition          | Résultat  | Partenaire |
| ----- | -------------------- | --------- | ---------- |
| 2000  | Open du Danemark     | Finaliste | Wei Yili   |
| 2001  | Open de Chine        | Vainqueur | Wei Yili   |
| 2001  | Open de Singapour    | Vainqueur | Wei Yili   |
| 2001  | Open d'Angleterre    | Finaliste | Wei Yili   |
| 2003  | Open de Suisse       | Vainqueur | Yang Wei   |
| 2003  | Open de Malaisie     | Vainqueur | Yang Wei   |
| 2003  | Open d'Allemagne     | Finaliste | Yang Wei   |
| 2003  | Open d'Angleterre    | Finaliste | Yang Wei   |
| 2003  | Open de Singapour    | Vainqueur | Yang Wei   |
| 2003  | Open de Hong Kong    | Finaliste | Yang Wei   |
| 2003  | Open d'Indonésie     | Finaliste | Yang Wei   |
| 2003  | Open de Chine        | Finaliste | Yang Wei   |
| 2003  | Open du Danemark     | Vainqueur | Yang Wei   |
| 2004  | Open de Singapour    | Vainqueur | Yang Wei   |
| 2004  | Open de Malaisie     | Vainqueur | Yang Wei   |
| 2004  | Open de Chine        | Vainqueur | Yang Wei   |
| 2004  | Open d'Angleterre    | Finaliste | Yang Wei   |
| 2004  | Open de Corée du Sud | Vainqueur | Yang Wei   |
| 2004  | Open de Suisse       | Finaliste | Yang Wei   |
| 2004  | Open d'Indonésie     | Vainqueur | Yang Wei   |
| 2005  | World Cup            | Vainqueur | Yang Wei   |
| 2005  | Open de Chine        | Vainqueur | Yang Wei   |
| 2005  | Open de Hong Kong    | Vainqueur | Yang Wei   |
| 2005  | Open du Japon        | Vainqueur | Yang Wei   |
| 2005  | Open de Malaisie     | Vainqueur | Yang Wei   |
| 2006  | Open de Singapour    | Vainqueur | Yang Wei   |
| 2006  | Open d'Angleterre    | Finaliste | Yang Wei   |
| 2006  | Open de Chine        | Vainqueur | Yang Wei   |
| 2006  | Open de Corée du Sud | Vainqueur | Yang Wei   |
| 2006  | Open de Hong Kong    | Vainqueur | Yang Wei   |
| 2006  | Open d'Allemagne     | Vainqueur | Yang Wei   |
| 2007  | Open du Japon        | Vainqueur | Yang Wei   |
| 2007  | Bitburger Open       | Vainqueur | Yang Wei   |
| 2007  | Open du Danemark     | Vainqueur | Yang Wei   |
| 2007  | Open d'Allemagne     | Vainqueur | Yang Wei   |
| 2007  | Open d'Angleterre    | Finaliste | Yang Wei   |
| 2007  | Open de Corée du Sud | Finaliste | Yang Wei   |
| 2008  | Open de Malaisie     | Vainqueur | Yang Wei   |
| 2008  | Open de Suisse       | Vainqueur | Yang Wei   |
| 2008  | Open de Thaïlande    | Vainqueur | Yang Wei   |
| 2009  | Open de Thaïlande    | Vainqueur | Yang Wei   |
| 2009  | Open de Taïwan       | Vainqueur | Yang Wei   |

| Année | Compétition       | Résultat  | Partenaire |
| ----- | ----------------- | --------- | ---------- |
| 2001  | Open de Malaisie  | Finaliste | Liu Yong   |
| 2003  | Open de Singapour | Finaliste | Zheng Bo   |

## Parcours junior
| Année     | Épreuve       | Partenaire   | Résultat |
| --------- | ------------- | ------------ | -------- |
| 1998 (en) | Double filles | Xie Xingfang | Or       |

| Année     | Épreuve       | Partenaire   | Résultat |
| --------- | ------------- | ------------ | -------- |
| 1999 (en) | Double filles | Xie Xingfang | Or       |
| 1999 (en) | Par équipes   | -            | Or       |
| 1999 (en) | Double mixte  | Xie Zhongbo  | Bronze   |

## Vie privée
Zhang Jiewen fréquente pendant 6 ans le joueur de badminton malaisien Choong Tan Fook. Ils se marient en janvier 2010 et choisissent de faire leur voyage de noces à Paris. Ils ont deux enfants.